# Dârjiu
Dârjiu (Duits: Ders; Hongaars: Székelyderzs) is een gemeente in het district Harghita. Dârjiu ligt in de historische regio Transsylvanië, in het midden van Roemenië. De gemeente telt 1036 inwoners (2011) en heeft een oppervlakte van 41,97 km².
De inwoners van het dorp zijn in meerderheid (meer dan 90%) etnische Hongaren.
Naast het dorp Székelyderzs bestaat de gemeente uit het buurdorp Mujna (Hongaars: Székelymuzsna)
De gemeente is een van de belangrijkste centra van de Hongaarse Unitarische Kerk. Tijdens de laatste volkstelling gaf meer dan 60% van de inwoners aan te behoren tot de Unitarische kerk. In het hoofddorp staat een monumentale weerkerk van dit kerkgenootschap. 
De kerk staat op de Unesco Werelderfgoedlijst en is de enige Hongaarse weerkerk in Roemenië die op de lijst staat. De andere weerkerken zijn alle oorspronkelijk van de Saksische minderheid in Roemenië.